# Чагда (Алданский район)
Чагда́ (якут. Чагда) — село в Алданском районе Якутии (Россия). Административный центр и единственный населённый пункт Чагдинского наслега.

## Этимология
С якутского: чагда — сухие песчаные гривы, заросшие сосной. 

## География
Село расположено на берегу реки Алдан.

## История
В 1941 году Чагда получила статус посёлка городского типа. В 1928—1959 годах Чагда была административным центром Учурского района. С 2001 года Чагда — сельский населённый пункт.
Согласно Закону Республики Саха (Якутия) от 30 ноября 2004 года N 173-З N 353-III село возглавило образованное муниципальное образование Чагдинский наслег.

## Население
| 1939 | 1959  | 1970  | 1979 | 1989 | 2002 | 2010 | 2011 | 2012 | 2013 |
| ---- | ----- | ----- | ---- | ---- | ---- | ---- | ---- | ---- | ---- |
| 1000 | ↗1143 | ↗1270 | ↘801 | ↘682 | ↘368 | ↘218 | ↘216 | ↘208 | ↘204 |
| 2014 | 2015  | 2016  | 2017 | 2018 | 2019 | 2020 | 2021 |      |      |
| ↘195 | ↗197  | ↘186  | ↘185 | ↗199 | ↘194 | →194 | ↘181 |      |      |

## Улицы
| - ул. 8 Марта, - ул. Авиапорта, - ул. Комсомольская, - ул. Красногвардейская, - ул. Лесхозный, | - ул. Матросова, - ул. Набережная, - ул. Октябрьская, - ул. Первомайская, - ул. Подгорная, | - ул. Связи, - ул. Советская, - пер. Спортивный, - ул. Улаханская, - ул. Учурская. |